# العلاقات الزامبية القبرصية
العلاقات الزامبية القبرصية هي العلاقات الثنائية التي تجمع بين زامبيا وقبرص.

## مقارنة بين البلدين
هذه مقارنة عامة ومرجعية للدولتين:
| وجه المقارنة                                              | زامبيا                         | قبرص                                                                 |
| --------------------------------------------------------- | ------------------------------ | -------------------------------------------------------------------- |
| المساحة (كم2)                                             | 752.62 ألف                     | 9.24 ألف                                                             |
| عدد السكان (نسمة)                                         | 17.09 مليون                    | 1.14 مليون                                                           |
| الكثافة السكانية (ن./كم²)                                 | 22.71                          | 123.38                                                               |
| العاصمة                                                   | لوساكا                         | نيقوسيا                                                              |
| اللغة الرسمية                                             | لغة إنجليزية                   | اليونانية الحديثة، اللغة التركية، لغة يونانية                        |
| العملة                                                    | كواشا زامبي، كواشا زامبي قديم ‏ | يورو، جنيه قبرصي                                                     |
| الناتج المحلي الإجمالي (بليون دولار)                      | 25.81 مليار                    | 21.65 مليار                                                          |
| الناتج المحلي الإجمالي (تعادل القوة الشرائية) بليون دولار | 62.18 مليار                    | 26.73 مليار                                                          |
| الناتج المحلي الإجمالي الاسمي للفرد دولار أمريكي          | 1.30 ألف                       | 23.24 ألف                                                            |
| الناتج المحلي الإجمالي للفرد دولار أمريكي                 | 3.90 ألف                       | 30.24 ألف                                                            |
| مؤشر التنمية البشرية                                      | 0.586                          | 0.850                                                                |
| رمز المكالمات الدولي                                      | +260                           | +357                                                                 |
| رمز الإنترنت                                              | .zm                            | .cy                                                                  |
| المنطقة الزمنية                                           | ت ع م+02:00                    | ت ع م+02:00، ت ع م+03:00، توقيت شرق أوروبا، توقيت شرق أوروبا الصيفي ‏ |

## منظمات دولية مشتركة
يشترك البلدان في عضوية مجموعة من المنظمات الدولية، منها:
| علم المنظمة | اسم المنظمة                               | تاريخ انضمام زامبيا | تاريخ انضمام قبرص |
| ----------- | ----------------------------------------- | ------------------- | ----------------- |
|             | مؤسسة التنمية الدولية                     | 23 سبتمبر 1965      | 2 مارس 1962       |
|             | يونسكو                                    | 9 نوفمبر 1964       | 6 فبراير 1961     |
|             | مؤسسة التمويل الدولية                     | 23 سبتمبر 1965      | 2 مارس 1962       |
|             | منظمة حظر الأسلحة الكيميائية              | ?                   | ?                 |
|             | الأمم المتحدة                             | 1 ديسمبر 1964       | 20 سبتمبر 1960    |
|             | الاتحاد الدولي للاتصالات                  | 23 أغسطس 1965       | 24 أبريل 1961     |
|             | منظمة الشرطة الجنائية الدولية             | ?                   | ?                 |
|             | البنك الدولي للإنشاء والتعمير             | 23 سبتمبر 1965      | 21 ديسمبر 1961    |
|             | الاتحاد البريدي العالمي                   | ?                   | ?                 |
|             | المركز الدولي لتسوية المنازعات الاستشارية | 17 يوليو 1970       | 25 ديسمبر 1966    |
|             | وكالة ضمان الاستثمار متعدد الأطراف        | 6 يونيو 1988        | 12 أبريل 1988     |
|             | منظمة التجارة العالمية                    | ?                   | ?                 |
|             | دول الكومنولث                             | ?                   | ?                 |

## وصلات خارجية
- موقع وزارة الخارجية القبرصية